# Station Jędrzejów
Station Jędrzejów is een spoorwegstation in de Poolse plaats Jędrzejów.